# Antium
Antium est une des principales villes du Latium antique. Elle est située sur le littoral tyrrhénien. Elle est la capitale des Volsques jusqu'à ce que les Romains s'en emparent une première fois en 468 av. J.-C. Elle correspond, à l'époque archaïque, au quartier Le Vignacce de l'actuelle ville italienne d'Anzio. Son territoire s'est ensuite agrandi jusqu'à correspondre, à l'époque romaine, aux actuelles villes italiennes d'Anzio et de Nettuno et à certaines zones adjacentes, y compris Campoverde, jusqu'au cours de la rivière Astura à l'est. La ville est réputée durant l'Antiquité pour le culte rendu à la Fortune et pour les oracles que la divinité dispense.

## Localisation
Antium est située sur le littoral tyrrhénien, au nord-ouest des territoires pontins, à environ 59 km au sud-est de Rome, dans les limites du Latium vetus selon Pline et Strabon,. La régularité de la côte s'étendant entre l'embouchure du Tibre et le mont Circé est rompue par un cap (voir la carte), le Capo d'Anzio, sur lequel s'étend Anzio. Le territoire de la ville primitive, située sur ce promontoire (l'agglomération de Le Vignacce), a pu, selon une thèse, atteindre à l'est le quartier Cretarossa (hauteur située à l'est de la rivière Loricina, dans l'actuelle Nettuno) et à l'ouest l'agglomération de Colle Rotondo dans Anzio.
Alors qu’une colonie latine fondée en 467 av. J.-C. se trouverait à côté de la ville primitive, à l’époque romaine, dans la position de Nettuno, serait installée la nouvelle colonie de 338 av. J.-C.; un règlement avec lequel ils coexisteraient, à partir de 60 ap. J.C., la colonie militaire et le grand port voulus par Néron à Capo d’Anzio. Une thèse cependant a exclu une installation romaine à Nettuno.

## Histoire

### Période légendaire
Denys d'Halicarnasse rapporte dans le premier livre de ses Antiquités romaines que selon l'historien grec Xenagoras, la ville est fondée par Anteias, fils d'Ulysse et de Circé. Antium est peut-être le site choisi par Homère pour situer le tumulus où a été inhumé Elpénor, jeune homme dont il fait le récit des aventures dans les chants X à XII de son Odyssée. Elpénor, après s'être reposé sur le toit de la demeure de Circé, fait une chute mortelle et rejoint le royaume d'Hadès. Alors qu'Ulysse s'approche de l'entrée des Enfers, Elpénor lui raconte sa fin malheureuse et lui demande de brûler son corps et de lui élever un tumulus au bord de la mer. Ulysse s'exécute, brûle le corps à l'extrémité « de la langue de terre qui s'avance dans les flots » et lui élève un tombeau. La tradition plaçant la demeure de la magicienne Circé dans les environs du Mont Circé, la situation d'Antium, seul cap entre l'embouchure du Tibre et la montagne relevé par les géographes antiques, semble correspondre au récit homérique.

### Période archaïque
Au début du premier millénaire avant notre ère, époque supposée de la fondation d'Antium, la région est habitée par une population pré-indo-européenne dont des traces subsistent sur les îles du littoral. Il existe une nécropole assez étendue du début de l'âge du fer près de la côte. Dès sa fondation, Antium, profitant d'un emplacement favorable, est animée par une intense activité maritime. Intégrée dans la sphère d'influence des tribus latines venues s'installer autour du mont Albain, Antium rejoint la Ligue latine sous l'impulsion de Tarquin le Superbe, mais dès la fin de la monarchie romaine, Antium tombe sous le contrôle des Volsques qui occupent la plaine pontine avoisinante à partir du Ve siècle av. J.-C., ce qui ne ralentit pas pour autant l'activité maritime. Caenon, une citadelle ou oppidum des Antiates avec son port, devient peu à peu le repaire de pirates qui l'utilisent comme base de départ pour des raids les conduisant jusque dans la mer Égée,. Antium est mentionnée dans le premier traité conclu entre Rome et Carthage comme un des ports du Latium sous domination romaine,.
En 495 av. J.-C., les Antiates, noms des habitants de la ville, se retournent contre Rome et soutiennent les Tarquins dans leurs tentatives de reconquête du pouvoir. Ils envoient une armée soutenir les troupes latines contre les Romains au lac Régille mais ces renforts n'arrivent qu'après la bataille et ne peuvent que constater la défaite des Latins et l'échec des Tarquins. Les troupes volsques quittent la région sans livrer bataille à une armée romaine déjà victorieuse. Les Volsques sont chassés d'Antium peu après, en 492 av. J.-C., mais pour peu de temps puisque la cité retombe sous leur influence peut-être dès l'année suivante, lors de la campagne de Coriolan.

### Période républicaine
Caenon est attaquée par les Romains en 469 av. J.-C. Les troupes volsques sont défaites en 468. Rome établit une colonie à Antium en 467 sous la supervision de trois magistrats romains dont Titus Quinctius Capitolinus Barbatus, chef des armées romaines. La ville est alors peuplée de colons d'origines diverses avec des colons volsques, romains, latins ou encore herniques,.
En 461, Antium abandonne de nouveau Rome. Les Antiates prennent alors la tête d'une armée coalisée composée d'éléments volsques et èques. Cette armée est défaite par une coalition entre Romains, Latins et Herniques en 459, néanmoins Antium demeure sous influence volsque.
Durant le IVe siècle av. J.-C., la plaine pontine est le théâtre de nombreuses opérations militaires. Entrainés par les Latins dans une guerre contre Rome, les Volsques, les Aurunces, les Campaniens et les Sidicins tentent de résister à l'hégémonie romaine et de recouvrer leur indépendance. Mais alliés aux Samnites, les Romains remportent une victoire décisive à Trifanum en 340 av. J.-C. et seules les citadelles d'Antium et de Privernum les empêchent de prendre intégralement le contrôle de la plaine pontine. Malgré la défaite de leurs alliés, les Antiates lancent des incursions sur les territoires d'Ostie, d'Ardée et de Solonium. À Rome, Lucius Papirius Crassus est nommé dictateur afin de mener les opérations militaires pour soumettre la ville d'Antium, mais celui-ci ne fait rien de plus qu'occuper quelques mois le territoire antiate. En 338, av. J.-C. sur les bords de la rivière Astura[pas clair], le consul Caius Maenius remporte une victoire sur les Latins et les Volsques qui venaient au secours d'Antium.
Les Romains s'emparent d'Antium la même année, à la fin de la Guerre latine, ce qui met fin à la piraterie le long de la côte tyrrhénienne. Contrairement à ce que la colonne rostrale érigée à cette occasion sur le Forum Romain laisse entendre, les Romains n'ont pas remporté de bataille navale mais se sont emparés de la flotte d'Antium avec une armée terrestre,. Certains des rostres sont fixés à la tribune aux harangues du Comitium qui prend par extension le nom de « Rostres », appellation qui servira dorénavant à désigner toute tribune ornée d'éperons. Avec la chute d'Antium, puis celle de Privernum, c'est toute la plaine pontine qui est finalement annexée par les Romains. Une nouvelle colonie est fondée à Antium en 338, les Antiates se voient interdire l'accès à la mer mais reçoivent la permission de s'inscrire parmi les colons. La flotte est en partie incendiée, le reste des navires et de leurs équipages est intégré à la flotte romaine qui tient le port de Caenon,. Les tours de l'enceinte sont démantelées. Néanmoins, la piraterie ne cessent pas tout de suite puisque deux ambassades grecques viennent se plaindre à Rome des incursions des Antiates en mer Égée, celle d'Alexandre Ier d'Épire entre 338 et 330, puis celle de Demetrios Poliorcète avant 283 av. J.-C.
Définitivement soumis à la suprématie romaine, les Antiates semblent tout de même avoir conservé une part d'autonomie dans leur gouvernement et possèdent leurs propres magistrats comme attesté pour l'année 317. Plus tardivement, on relève encore la présence de duoviri et de questeurs. Durant la première moitié du IIe siècle av. J.-C., Caius Lucretius, préteur en 171 et descendant d'une famille locale, fait construire un aqueduc jusqu'à Antium depuis une source baptisée Loracina (identifiée avec la rivière Loricina ou avec la rivière Cacamele, les deux étant situées dans l'actuelle ville de Nettuno,,). Il fait également décorer le temple d'Esculape en y plaçant des tableaux. Il finance les travaux ex manubiis, c'est-à-dire avec l'argent du butin pris lors de campagnes militaires, en l’occurrence en Macédoine.

« Les tribuns du peuple ne cessaient d'attaquer Lucretius avec la plus grande violence, et ses amis répondaient pour l'excuser que son absence avait pour motif le service de la République. Mais on savait si peu à cette époque ce qui se passait aux portes mêmes de Rome, que, pendant ce temps-là, le préteur était à sa maison de campagne d'Antium, et employait le fruit de ses rapines à faire arriver à Antium les eaux de la Loracine, travaux qui lui coûtèrent, dit-on, cent trente mille as. Il orna aussi le temple d'Esculape de tableaux qu'il devait à ses extorsions. »

— Tite-Live, Histoire romaine, livre XLIII, IV, 7.

### Fin de la République
Lors de la seconde guerre civile opposant Marius à Sylla, la ville est occupée et endommagée par les partisans de Marius. Antium est plus tard reconstruite et une nouvelle colonie y est établie. À la fin de la République, des patriciens romains font bâtir de nombreuses villas le long de la plage de près de cinq kilomètres de long à l'est d'Antium et au nord de la ville, le long de la route qui relie Antium au mont Albain et à la via Appia. Ainsi, Mécène possède une villa à environ neuf kilomètres de la ville. Cicéron, qui apprécie la mer et la population tranquille et hospitalière, réunit dans sa propriété d'Antium une importante collection d'ouvrages reconstituée à partir des vestiges de son ancienne bibliothèque dévastée durant son exil. Plusieurs villas et domaines appartiennent à des membres de la gens Iulia depuis le milieu du IIe siècle av. J.-C. On relève en fait la présence de nombreuses familles de l'aristocratie romaine dans Antium ou dans ses environs, comme la gens des Aemilii Paullii dont certains membres gèrent la production de tuiles ou la gens Pompeia, certaines tuiles retrouvées portant le nom de Pompeius Maginus. Une inscription funéraire au nord de la ville (au le monument sépulcral appelé Torre del Monumento, dans le territoire de Nettuno) mentionne le nom d'Aulus Larcius Lepidus Sulpicianus, mari de Caecina Larga, membre de la famille d'un des consuls de 13, Aulus Caecinus Largus. Sulpicianus était un tribun militaire de la Legio X Fretensis et laTorre del Monumento, à laquelle il appartenait probablement, a été supposée remonter à l'époque flavienne (seconde moitié du Ier siècle). Une autre inscription funéraire commémore un Caius Cassius Rufus, préteur d'Antium.

### Période impériale

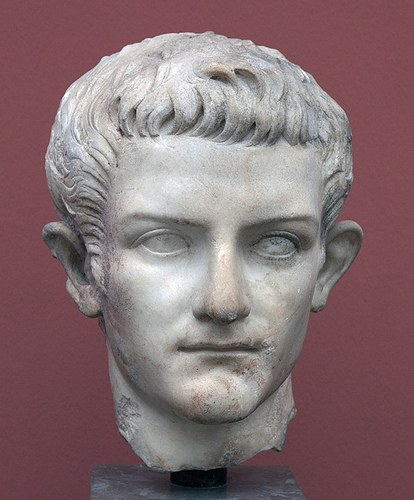
Buste en marbre de Caligula.

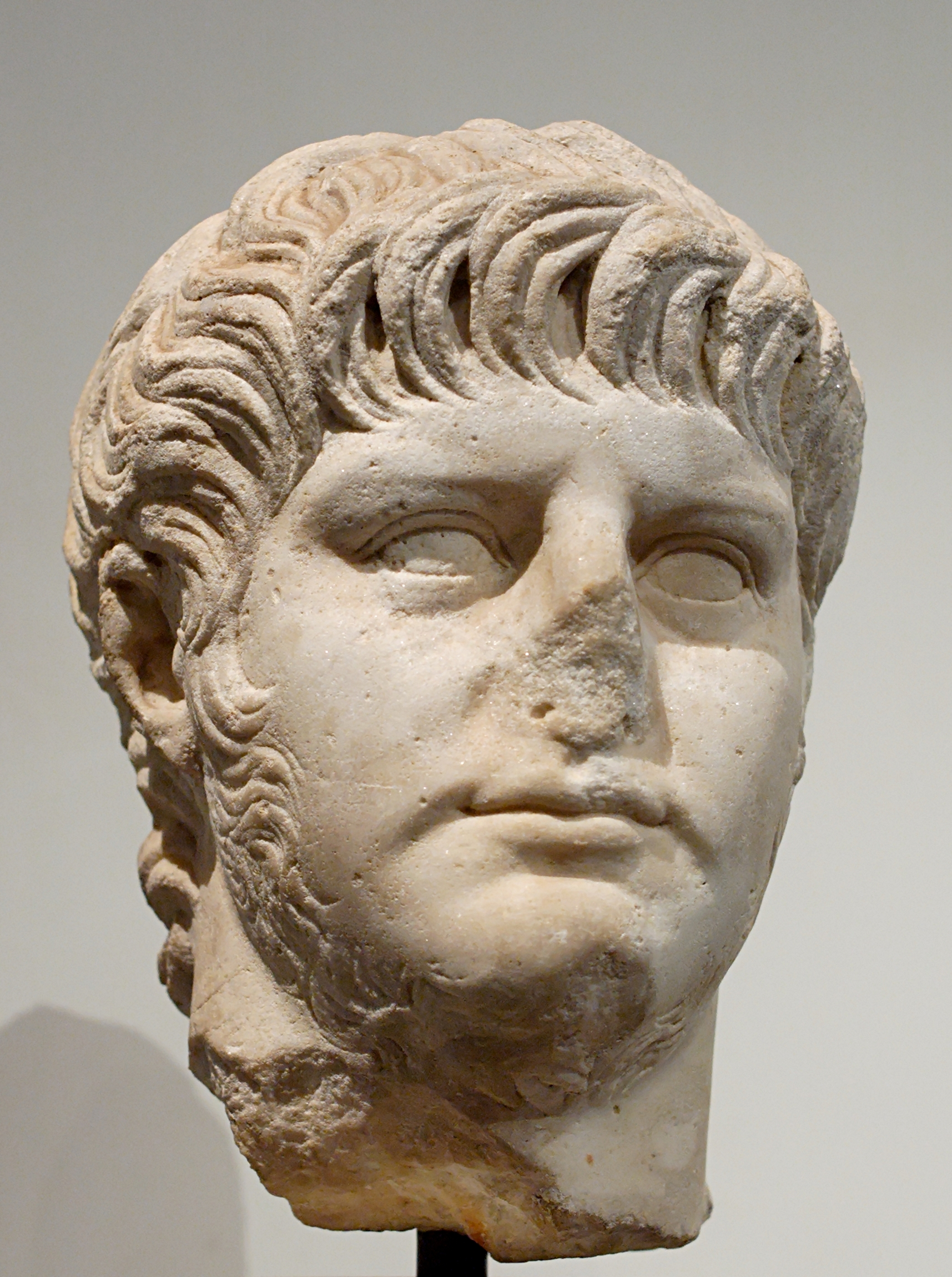
Portrait de Néron.

Auguste reçoit dans sa villa d'Antium, alors qu'il y passe la nuit, la délégation de la plèbe venue lui décerner le titre de pater patriae,. Quasiment tous les empereurs du Ier siècle séjournent dans une des villas à proximité d'Antium, fuyant pour un temps la chaleur et le bruit de Rome, et deux empereurs y sont nés, Caligula et Néron,. D'après Suétone, Caligula aurait même songé à transférer la capitale de l'Empire à Antium.

« Caius César naquit la veille des calendes de septembre, sous le consulat de son père et de C. Fonteius Capito. On ne s'accorde pas sur le lieu de sa naissance. [...] Je trouve dans les archives qu'il vit le jour à Antium. [...] Il faut donc s'en tenir à l'autorité des registres publics. On sait d'ailleurs que Caius préféra toujours Antium à toutes les autres retraites, et qu'il eut pour ce lieu tout l'amour que l'on porte au sol natal. On dit même que, dégoûté de Rome, il voulut y transporter le siège de l'Empire. »

— Suétone, Vie des douze Césars, Caligula, 8, 1-5.
Sous Néron, une nouvelle colonie est déduite sur le territoire d'Antium pour des vétérans, dont des membres de la garde prétorienne et de riches centurions, inscrits dans la tribu Quirina. Tiberius Claudius Spiculus, commandant de la garde montée de l'empereur et qui fait partie de ces vétérans, possède une villa comme l'indique une fistula aquaria retrouvée portant son nom. Néron dote la ville de nombreux édifices et fait construire un port adapté à l'accueil de navires de plus forts tonnages. Lorsque le grand incendie de 64 éclate à Rome, Néron réside à Antium. C'est à cette époque qu'Antium atteint son apogée avec une activité commerciale qui connaît un pic, notamment dans l'importation de produits artisanaux provenant d'Afrique, pic d'activité confirmé par la quantité d'amphores retrouvées sur le site.
Les successeurs de Néron continuent de se rendre à Antium, notamment Domitien et Septime Sévère. Selon Philostrate, Antium est l'un des endroits préférés d'Hadrien en Italie.

« Le livre qu'Apollonius rapporta de l'antre de Trophonius est déposé à Antium, où il est l'objet d'une grande curiosité : Antium est une ville maritime d'Italie. [...] il fut plus tard porté à l'empereur Hadrien, [...] [qui] le laissa dans son palais d'Antium, l'un de ses palais d'Italie qui lui étaient le plus agréables. »

— Philostrate, Vie d'Apollonios de Tyane, livre VIII, 20.
Durant le Bas-Empire, l'empereur Constantin se rend régulièrement à Antium pour consulter les oracles dans le temple de la Fortune, jusqu'à sa conversion au Christianisme après la bataille du pont Milvius. Il cède alors à la basilique du Latran toutes ses possessions autour d'Antium afin de financer les lampes à huile de l'édifice. C'est à cette époque que s'accentue le déclin de la ville, en partie à cause du déplacement de la cour impériale à Constantinople et des édits successifs qui interdisent les cultes païens alors que la réputation de la ville repose sur ses temples, notamment ceux dédiés à la Fortune et à Esculape.

### Époque médiévale
La ville est peu à peu désertée par ses habitants après les raids des Vandales de Genséric au milieu du Ve siècle puis ceux des Ostrogoths de Vitigès au cours du VIe siècle, jusqu'à être abandonnée à la suite des incursions des Sarrasins à partir du IXe siècle. Selon une thèse, les habitants se déplacent vers le château de Nettuno, qui hérite de l'histoire d'Antium. Selon une autre thèse, les habitants se déplacent probablement, au moins en partie, vers les localités intérieures. Dans la zone de Nettuno, le château mentionné est érigé au cours du XIe siècle à l'extérieur et du côté de la mer par rapport à la civitas Antium en ruines. Le centre médiéval de Nettuno en serait une survivance directe. L'existence d'une civitas Antium dans la même position de Nettuno a toutefois été remise en question : la ville de Nettuno est peut-être exclusivement d'origine médiévale,.
Dans l'époque moderne, comme le déclare, «la correspondance de la position de Antium avec l'agglomeration de Nettuno était claire aux érudits italiens». En outre, une représentation de Nettuno du Jodocus Hondius (dans une édition de 1627) comporte la mention Neptunium, olim Antium, c'est-à-dire « Nettuno, autrefois Antium ».
Il faut attendre le XVIIIe siècle pour que le territoire de la ville moderne italienne d'Anzio, fondée en 1857 avec la séparation de Nettuno,, soit très lentement repeuplé avec la construction d'un nouveau port sous le pontificat d'Innocent XII.

### Fouilles archéologiques
Les ruines de la ville, abandonnée depuis le Moyen Âge, sont encore visibles au XVIIIe siècle. Les dessins de G. R. Volpi permettent de se faire une idée de l'étendue et de l'état des vestiges.

## Le site

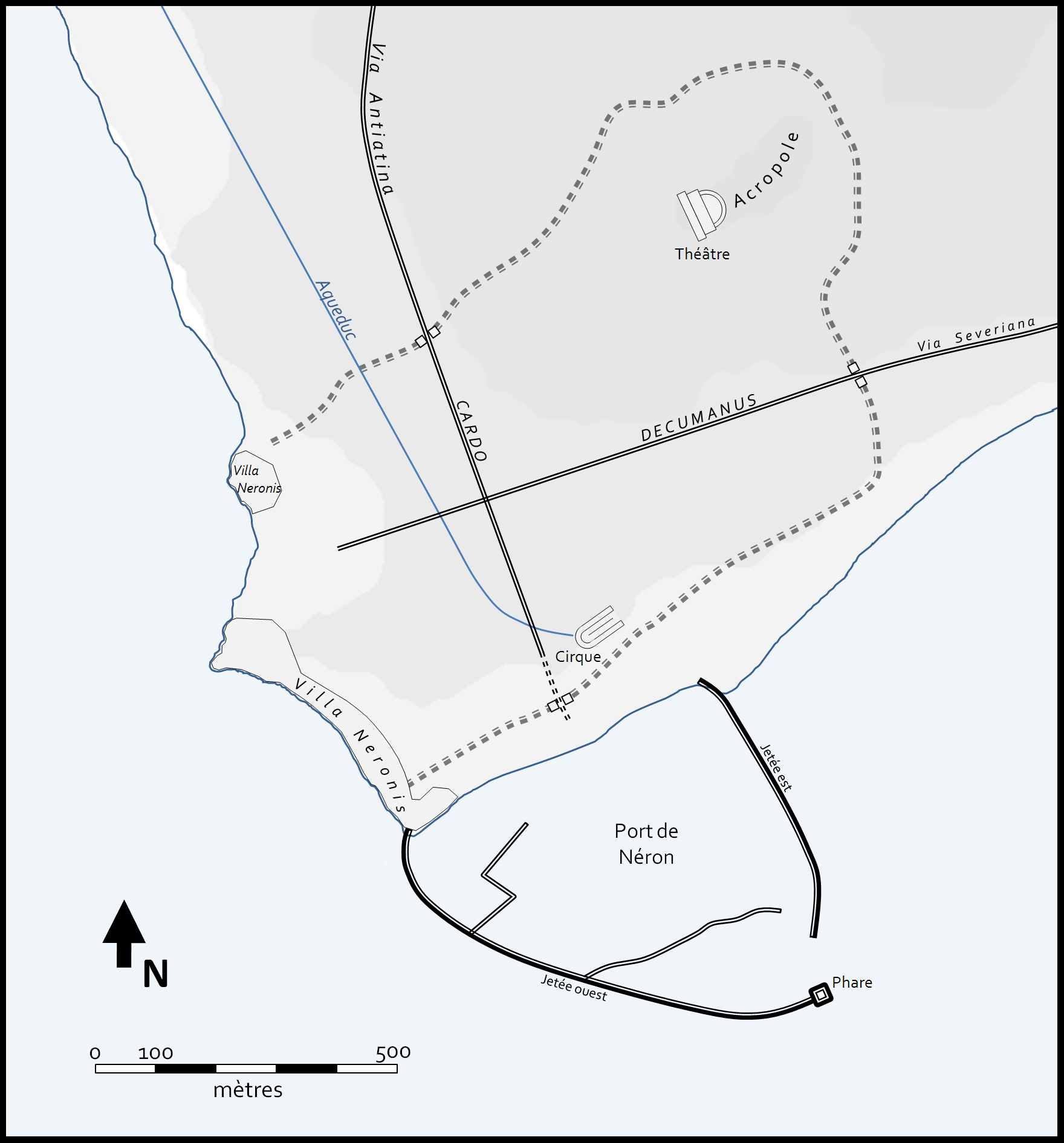
Plan d'Antium sous l'Empire. En pointillé, l'enceinte de la ville volsque.

### La ville haute
La ville volsque est entourée d'une enceinte constituée d'un rempart de terre renforcé par un mur en blocs de calcaire entièrement recouvert et précédée d'un fossé large d'une vingtaine de mètres sur un périmètre de 3,9 km, un type de fortification daté entre le Ve et le IVe siècle av. J.-C., identique à celui retrouvé à Ardea. Le tracé de l'enceinte est encore reconnaissable par endroits aujourd'hui. L'irrégularité du tracé montre que les bâtisseurs ont probablement suivi une ligne de crête afin de faciliter le travail. À l'ouest, l'enceinte rejoint la côte à l'endroit où elle est la plus escarpée, formant une falaise de 18 mètres de hauteur.
L'enceinte est percée d'au moins trois portes qui n'ont laissé aucune trace. La première est tournée en direction de Rome et s'ouvre sur la via Antiatina, la deuxième se trouve au sud et donne sur l'emplacement du futur port impérial et la troisième s'ouvre vers l'est, sur la via Severiana, route qui longe la côte et qui mène vers l'embouchure de l'Astura. La via Antiatina forme un angle droit au centre de la ville, certainement au niveau du forum, et constitue à la fois le cardo et le decumanus. Certains empereurs sont honorés par des monuments dressés sur le forum, comme Lucius Verus, Commode, Septime Sévère ou encore Caracalla.
Un aqueduc achemine l'eau depuis une source appelée Loracina, à quatre kilomètres à l'est du Capo d'Anzio, sur la côte. Son tracé s'achève non loin d'un cirque datant de la fin du Ier siècle et construit le long de la section méridionale de l'enceinte volsque. Deux autres aqueducs sont construits au cours du IIe siècle et aboutissent dans la zone du forum. Antium comporte également un complexe thermal ou des bains publics qui sont rénovés aux frais de l'État durant le IVe siècle, vers 380, sous la direction d'Anicius Anchemius Bassus, proconsul de Campanie,.

#### Les Fastes d'Antium
Les Fasti Antiates Maiores constituent le seul calendrier romain d'époque républicaine qui nous soit parvenu. Quasiment tous les autres datent des règnes d'Auguste et de Tibère. Le calendrier daté entre 103 et 95 av. J.-C. et les fastes consulaires datées entre 163 et 84 av. J.-C., peints sur un panneau de plâtre blanc de 1,5 mètre sur 2 mètres, devaient être fixés sur le mur d'un édifice public, peut-être sur le forum.

#### Le théâtre

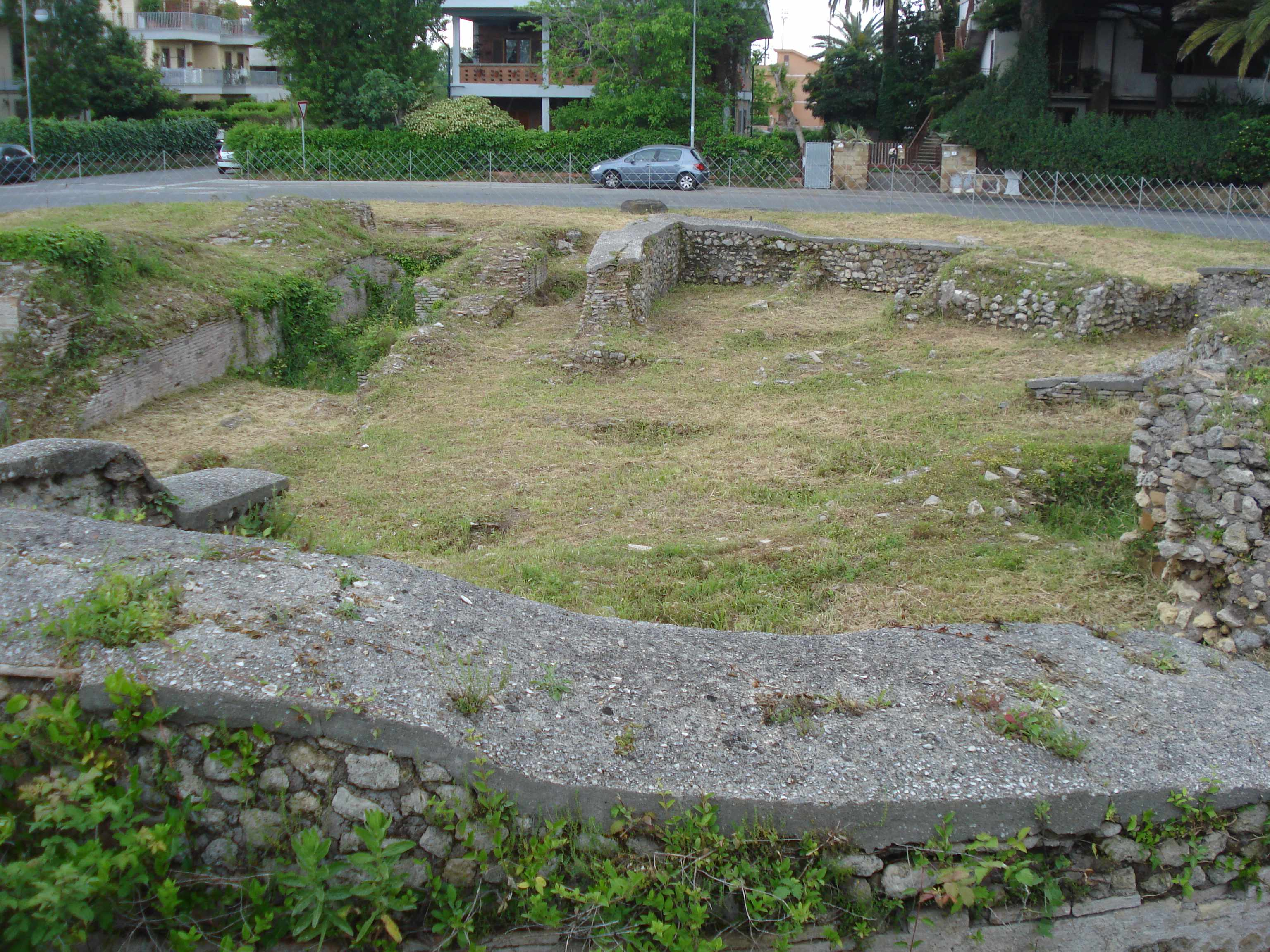
Vestiges de l'orchestre du théâtre.

D'après Giuseppe Lugli, l'acropole peut être identifiée à la colline située à l'extrémité orientale de la ville et qui s'étend jusqu'à la Villa Borghèse. Une partie seulement se trouve à l'intérieur des murs de la cité archaïque. L'acropole est située du côté de la campagne et non sur la côte, le danger venant plutôt de l'intérieur des terres. Sur ses pentes occidentales est bâti un théâtre, daté de la deuxième moitié du Ier siècle et dont les fondations sont encore visibles aujourd'hui. Les murs sont construits en opus mixtum. La scène mesure 30 mètres de diamètre et les gradins, séparés en onze cunei, sont divisés en deux parties par un passage central couvert, entrée principale de l'édifice, à laquelle s'ajoutent deux autres entrées latérales, toutes identifiables par leurs formes d'arcs. Seul l'orchestre, d'un diamètre de dix mètres, subsiste. La taille modeste de l'édifice laisse penser qu'il s'agit d'un théâtre privé, peut-être une possession impériale, construit pour accueillir les patriciens fortunés qui se retrouvent en vacances à Antium. Le théâtre date peut-être de la première moitié du Ier siècle et semble avoir été rénové entre la fin du Ier et le milieu du IIe siècle.

### Le temple de la Fortune

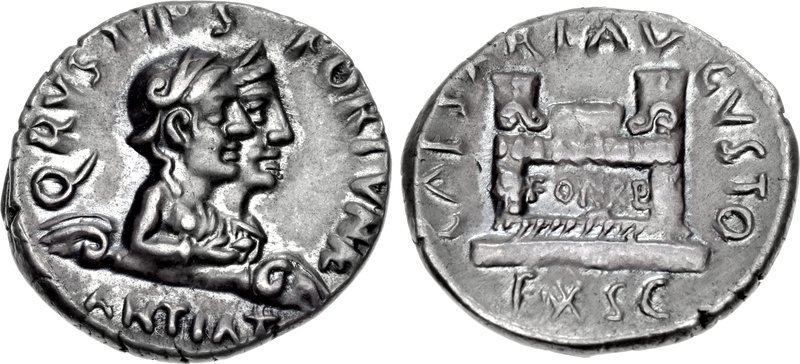
Denarius de 19 av. J.-C., frappé par Q. Rustius. À l'avers, les deux bustes accolés des déesses, l'une porte un casque de guerre l'autre un diadème, sont placés sur un ferculum (sorte de brancard utilisé pour déplacer les statues cultuelles) orné de têtes de bélier, avec la légende Q RVSTIVS FORTVNAE ANTIAT. Au revers figure une représentation de l'autel dédié à Fortuna Redux avec la légende CAESARI AVGVSTO FOR RE EX S C.

La ville d'Antium est célèbre durant l'Antiquité pour son temple dédié à la Fortune, qualifié de famosissimum par le Pseudo-Acron et Porphyrion dans leurs commentaires de l’œuvre d'Horace. Son prestige atteint presque celui du culte rendu à Préneste. Ce culte existe déjà alors que les Volsques occupent la ville et se répand dans le Latium comme le montre la découverte d'une inscription dédiée aux Fortunis Antiatibus par un tribun militaire de la XIVe Gemina, duumvir et patronus coloniae de Velitrae, une autre ville volsque,. Il s'agirait d'un lointain héritage de l'archaïque religion méditerranéenne.
Après l'intégration d'Antium dans le territoire romain, le culte prend encore de l'ampleur et le temple d'Antium devient un sanctuaire national, décoré par les dons de particuliers ou des empereurs.
Une autre inscription a été découverte en 1585 dans l'église de San Francesco à Nettuno : FORTVNIS ANTIATIBVS M. ANTONIVS RVFVS AXIVS - DAMASCO S(enatus).D(ecreto).D(icavit). L'inscription se réfère à un Marcus Antonius Rufus, aux Fortunis Antiatibus et à un décret du Sénat romain,,,.
En 41 av. J.-C., Octave prélève des objets précieux du temple afin de financer ses préparatifs de guerre contre Lucius Antonius. Sous le règne de Tibère, des chevaliers romains portent dans un temple dédié à Fortuna equestris des offrandes afin de demander le rétablissement de l'impératrice, tombée malade. Il ne s'agit pas du même temple car l'existence de ce deuxième temple a été soutenue après enquête, ce qui ne correspond pas à un sanctuaire dont l'importance permet de le comparer au Capitole romain ou aux sanctuaires de Lanuvium ou Tibur. Il devait plutôt s'agit d'un petit temple local ou d'une chapelle. Cependant, une nouvelle orientation a réfuté l'existence d'un second temple, dans une ville d'importance relative comme Antium. L'emplacement du temple "des Fortunes", dont il n'existe aucune trace archéologique, a été supposé à Capo d'Anzio, dans la zone de la villa de Néron.

#### Dualité du culte
En fait, Antium vénère un couple indissociable de déesses comme l'attestent leurs doubles représentations sur des pièces de monnaie frappées vers 19 av. J.-C. pour commémorer le retour triomphal d'Auguste d'Orient et l'érection de l'autel de Fortuna Redux pour l'occasion. Les aurei et denarii sont frappés par un Quintus Rustius, membre de la gens Rustia, famille originaire d'Antium,. La mention FORTVNAE ANTIAT laisse entendre que les déesses sont devenues les divinités protectrices de la ville,. Les auteurs antiques font très souvent référence au culte en utilisant un pluriel. Les divinités sont nommées fortunae antiatinae par Suétone ou encore Fortunas antiatis par Fronton. Cette dualité est également mise en évidence par le titre porté par le gardien du temple, aeditus Fortunarum, charge occupée par l'esclave Philetus en 44,.
La cella abrite donc deux statues de culte (les Fortunarum effigies de Tacite ou les simulacra Fortunarum de Macrobe) correspondant aux deux Fortunae qui semblent disposer d'attributions différentes. L'une d'elles semble avoir des attributions liées à l'exercice de la guerre tandis que l'autre possède des attributions liées à la fécondité et à la protection des enfants en bas âge. Lors de la naissance d'Augusta, fille de Néron et Poppée née à Antium, les statues en or des deux Fortunis sont placées dans le temple de Jupiter capitolin pour célébrer l'évènement.

#### Divinités oraculaires
Au début de l'Empire, Antium est devenu le siège d'oracles renommés dispensés par les deux divinités. Auguste vient consulter les oracles avant de partir en expédition militaire et Caligula se rend plusieurs fois dans le temple afin de consulter les oracles, notamment après que plusieurs prodiges ont annoncé sa mort prochaine. Mais l'empereur interprète mal la réponse de l'oracle qui lui annonce qu'il mourra de la main d'un Cassius. Il fait tuer Cassius Longinus, proconsul d'Asie, en oubliant que le prétorien Chaerea porte également le nom de Cassius. Néron et Poppée viennent également à Antium pour demander une issue heureuse pour la naissance de Claudia Augusta en 63. Martial nomment les divinités d'Antium ueridicae sorores, en référence à leurs pouvoirs oraculaires et du temps de Macrobe, à la fin du IVe siècle, les divinités dispensent toujours leurs prédictions.
D'après Macrobe, lors des consultations oraculaires, les statues cultuelles sont portées sur une litière, ou ferculum, par des prêtres. Les mouvements qui leur sont imprimés les font alors se déplacer légèrement. Ce sont ces déplacements qui sont interprétés comme des signes envoyés par les divinités,.

### Le temple d'Esculape
Le temple dédié à Esculape, dieu de la médecine, est construit dans la zone portuaire. Le culte d'Esculape à Antium est probablement postérieur à celui présent à Rome sur l'Île Tibérine depuis 293 av. J.-C., mais le temple est évoqué par Valère Maxime alors qu'il fait le récit de l'arrivée d'Esculape à Rome depuis Épidaure sous la forme d'un serpent.

« [...] après une heureuse navigation, ils [les ambassadeurs romains partis à Épidaure] abordèrent à Antium. Là, le serpent qui jusque-là était resté dans le vaisseau, en sortit, se glissa dans le vestibule du temple d'Esculape et alla s'enrouler autour d'un palmier de très haute taille qui dominait un myrte large et touffu. Pendant trois jours, on lui apporta là sa nourriture ordinaire et, après cet arrêt dans le temple d'Antium, pendant lequel les ambassadeurs ne laissaient pas d'appréhender vivement qu'il ne voulût plus regagner la trirème, il alla y reprendre sa place pour être conduit à Rome. »

— Valère Maxime, Faits et dits mémorables, livre I, 8, 2.
Quoi qu'il en soit, le temple est construit avant 170 av. J.-C., année durant laquelle Caius Lucretius Gallus, préteur l'année précédente qui a reçu le commandement de la flotte romaine dans la guerre contre Persée de Macédoine, dédie dans le temple une série de tableaux issus du butin pris en Béotie,,,.

### Les ports

#### Le port archaïque
La localisation précise du Caenon, la citadelle ou oppidum avec son port, n'est pas connue. Le port devait se situer sur la rivière Loricina, dans l'actuelle ville de Nettuno (la citadelle sur la hauteur de Cretarossa), ou peut-être sur la côte du Capo d'Anzio (même endroit que le port suivant de Néron), ou peut-être sur le petite rivière S. Anastasio, bien au nord du Capo d'Anzio (la citadelle sur la hauteur de Colle Rotondo). Caenon est séparé d'Antium et n'a pas été intégré dans l'enceinte de la ville, probablement parce qu'il aurait été trop difficile à défendre et aurait rendu le système de fortification vulnérable.

#### Le port de Néron
Sous l'Empire Néron fait construire à Capo d'Anzio, sur la baie à l'est de sa villa, un port constitué de deux longues jetées : celle à l'est est longue de 700 mètres et celle à l'ouest, qui se termine par un phare, de 850 mètres. L'entrée, large de 60 mètres, est dirigée vers le sud-est. Un port plus petit est aménagé derrière la jetée orientale. Des entrepôts, dont les vestiges sont encore visibles au XVIIIe siècle, sont construits le long de la côte.

### Les villas
De nombreuses villas sont construites dans les environs d'Antium à partir de la fin du IIe siècle av. J.-C., surtout le long de la côte (on dénombre au moins trois villae maritimae) et au nord de la ville, le long de la route qui rejoint la via Appia. Plusieurs villas disposent de murs en opus reticulatum, technique de construction datée de la fin de la République ou du début de l'Empire.
À partir du Ier siècle, le littoral compris entre l'actuelle Anzio et la rivière Astura (zone occupée aujourd'hui par la ville de Nettuno) est aménagé en de nombreuses villae maritimae équipées de piscinae : comme celles de Banca, de Saracca et de Astura qui a peut-être appartenu à Cicéron.
Luigi Jacono a décrit la structure de trois autres piscinae qui ont été identifiées et observées sur la côte de Nettuno, respectivement face au borgo medievale, au forte San Gallo et au villino Nesi. Il s'agit presque certainement d'autres piscinae ayant appartenu au trois villae maritimae.
Après le Ier siècle, les nouvelles constructions sont beaucoup moins nombreuses, mais les villas sont pour la plupart rénovées et agrandies.

#### La villa de Néron
Parmi toutes les villas d'Antium, la plus importante est celle que Néron a fait construire à peu de distance du nouveau port, à l'ouest de la ville, à l'extérieur de l'enceinte. Le complexe, s'étendant sur près de 800 mètres de front de mer, comporte des terrasses qui surplombent la mer, des cryptoportiques, un théâtre privé construit sur une terrasse et une grande exèdre avec colonnade tournée vers la mer et semblable à l'exèdre de la Domus Augustana du palais impérial de Rome.

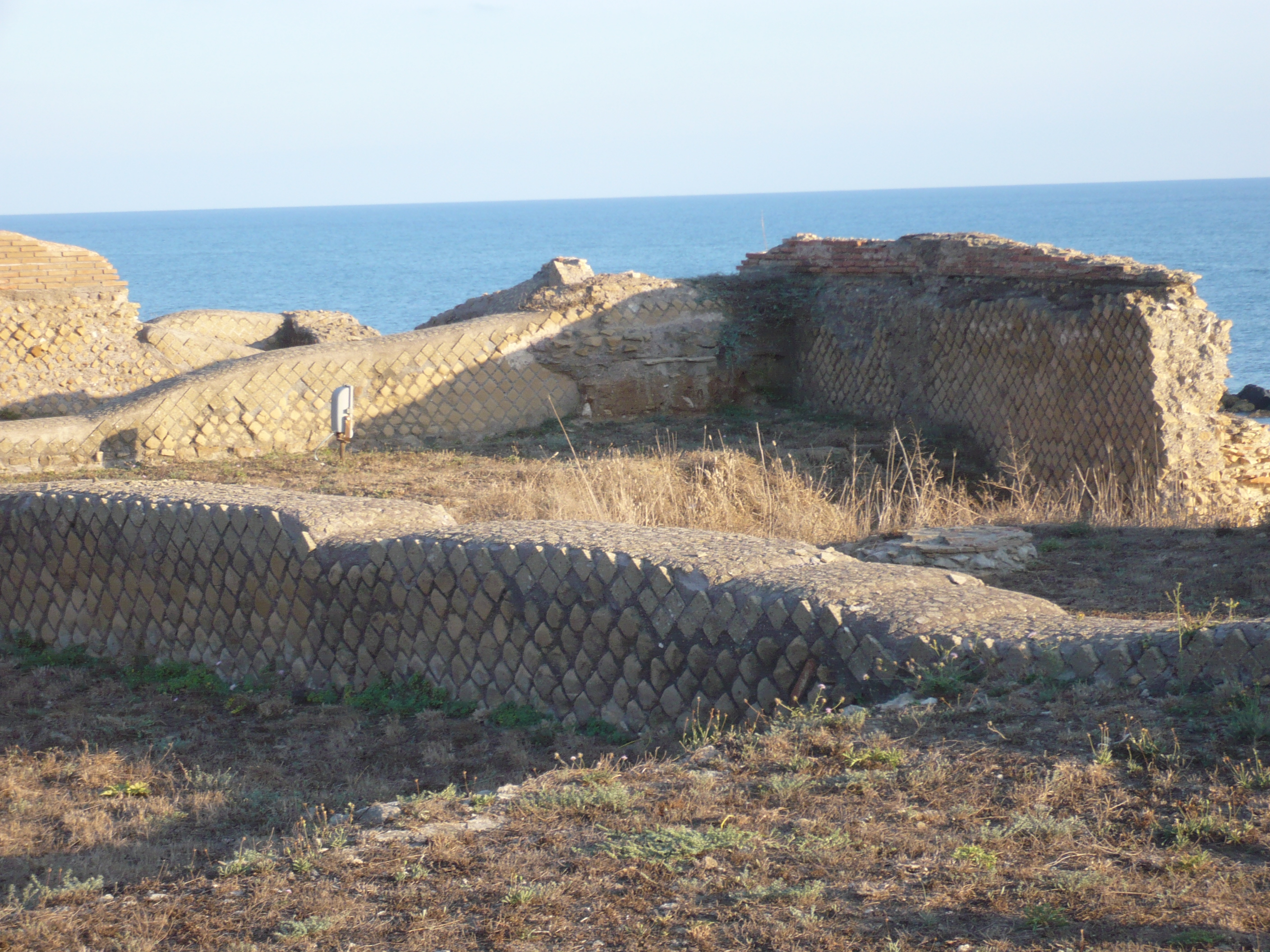
Vestiges de la Domus Neroniana
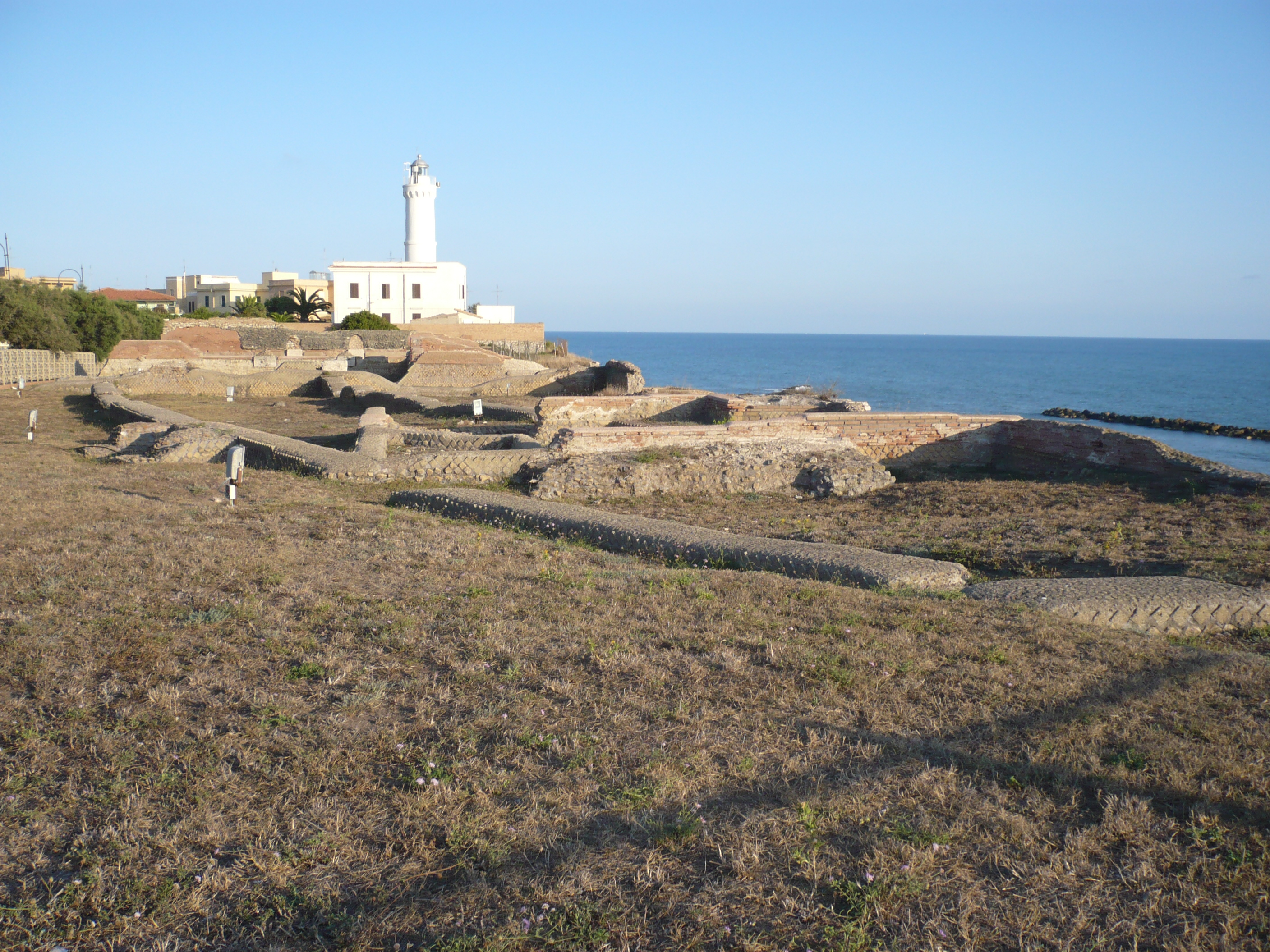
Vestiges de la Domus Neroniana
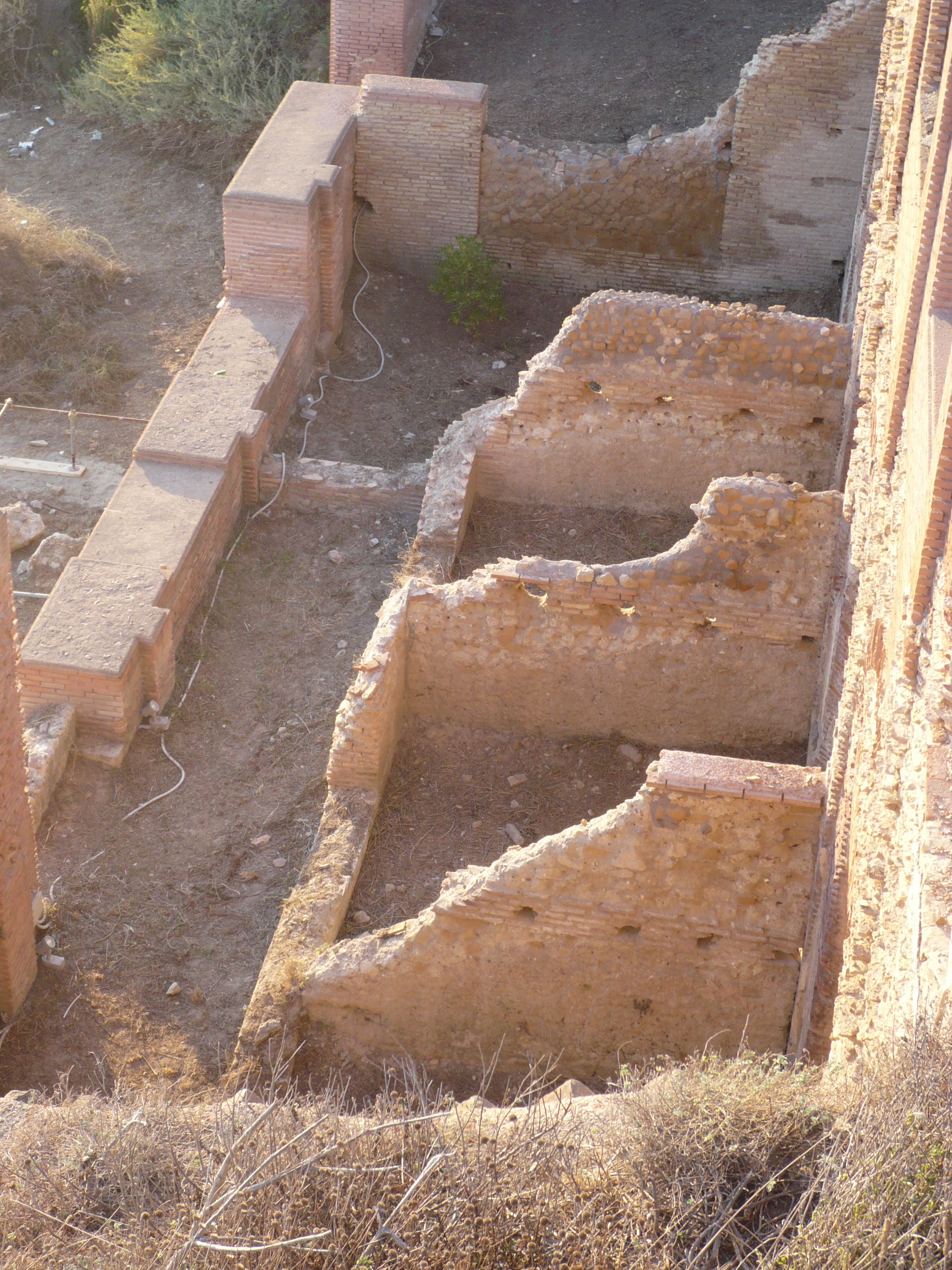
Vestiges de la bibliothèque.

Parmi les objets d'art remarquables retrouvés près d'Antium, un grand nombre provient de cette villa, comme l'Apollon du Belvédère (découverte en 1503 et exposé dans la galerie du Belvédère au Vatican), la Fanciulla di Anzio, le Gladiateur Borghèse, une réplique d'Hermès Ludovisi, une autre des Noces Aldobrandines et du Poséidon du Latran. À toutes ces œuvres d'art s'ajoutent celles découvertes plus récemment comme les statues de Jupiter, Esculape et Minerve de la collection Albani ainsi qu'une statue d'Apollon, un groupe en marbre d'amazones, une statue acéphale d'Athéna et une mosaïque où figurent Héraclès et Achelos.

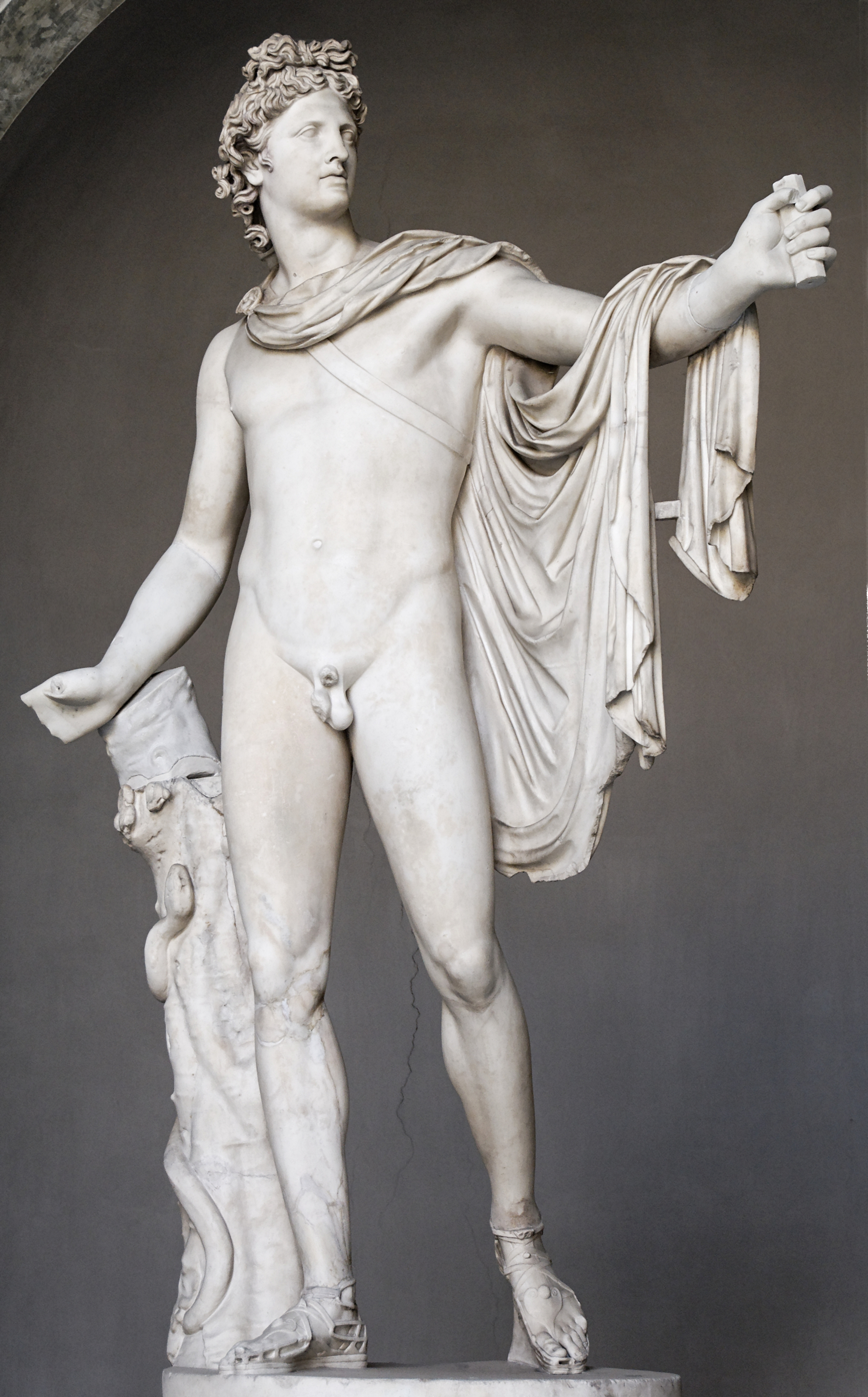
L'Apollon du Belvédère, copie romaine d'une œuvre grecque en bronze.
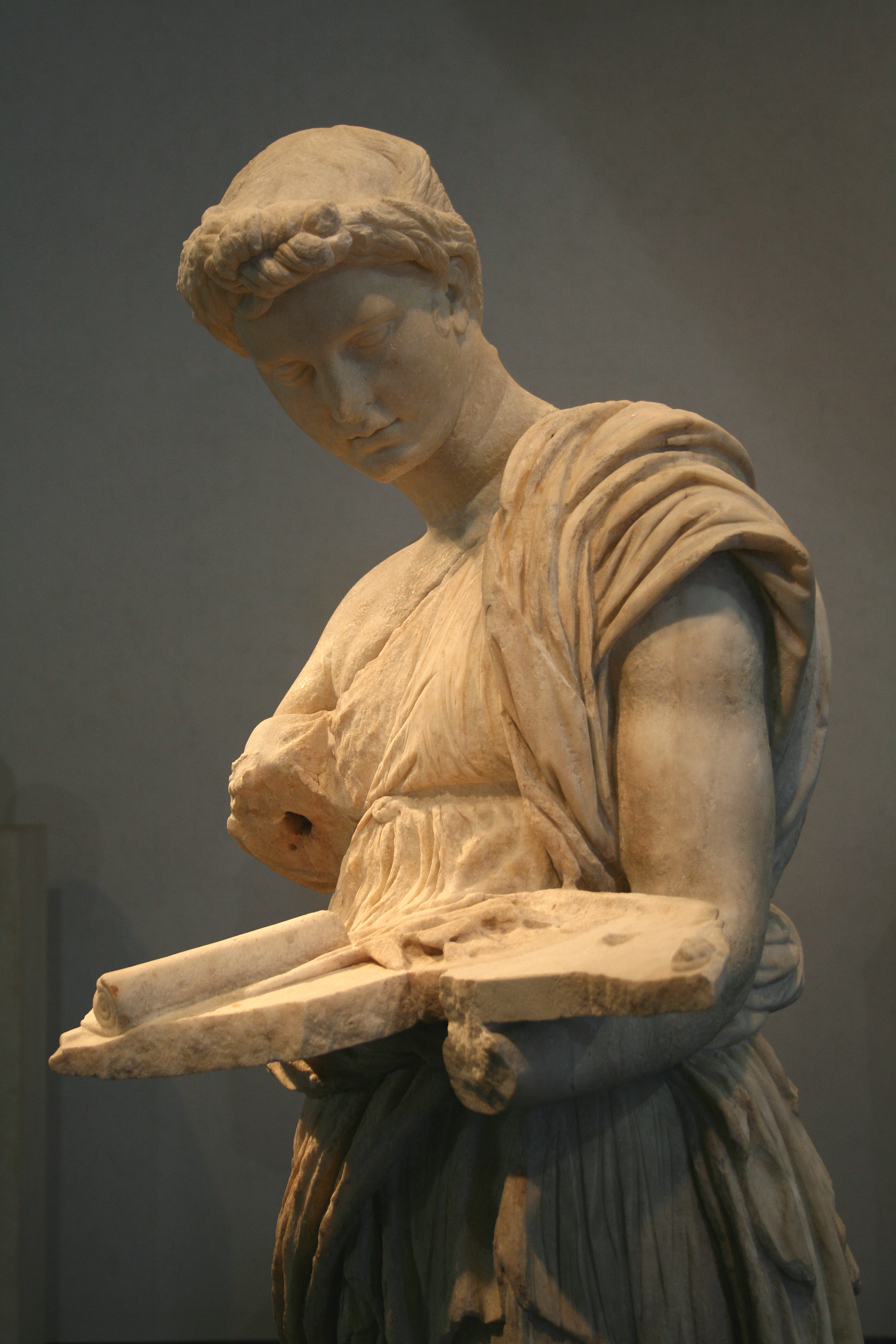
Fanciulla di Anzio, en marbre de Paros.
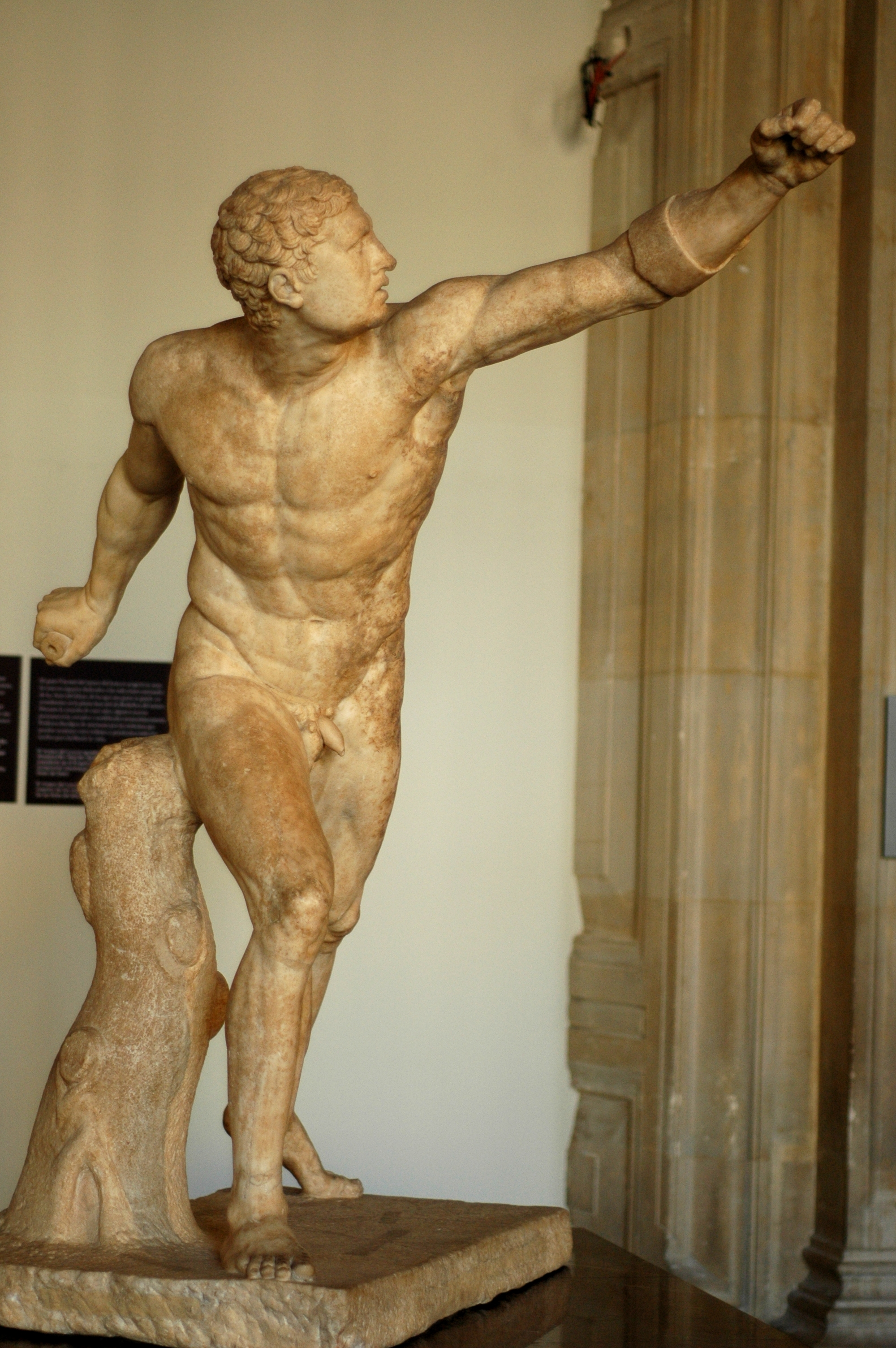
Le Gladiateur Borghèse, au musée du Louvre.